# John Penn and Sons
John Penn and Sons war ein englisches Maschinenbauunternehmen aus London, das hauptsächlich für seine Schiffsdampfmaschinen Bekanntheit erlangte.

## Geschichte

### Gründung
Der Ingenieur und Mühlenbauer John Penn (* 1770 in Taunton, Somerset; † 6. Juni 1843) eröffnete 1799 ein Geschäft für landwirtschaftliche Maschinen im Südosten Londons im heutigen Stadtteil Greenwich an der Kreuzung der nach Blackheath und Lewisham führenden Straßen. Innerhalb von zwei Jahrzehnten wuchs es zu einem der bedeutendsten Maschinenbaubetriebe im Umfeld Londons. Der Produktionsschwerpunkt blieb bis in die 1830er und 1840er in der Landwirtschaft, als John Penns gleichnamiger Sohn das Unternehmen übernahm und es zu einem Hersteller von Dampfmaschinen für Dampfschiffe spezialisierte.

### Schiffsdampfmaschinen

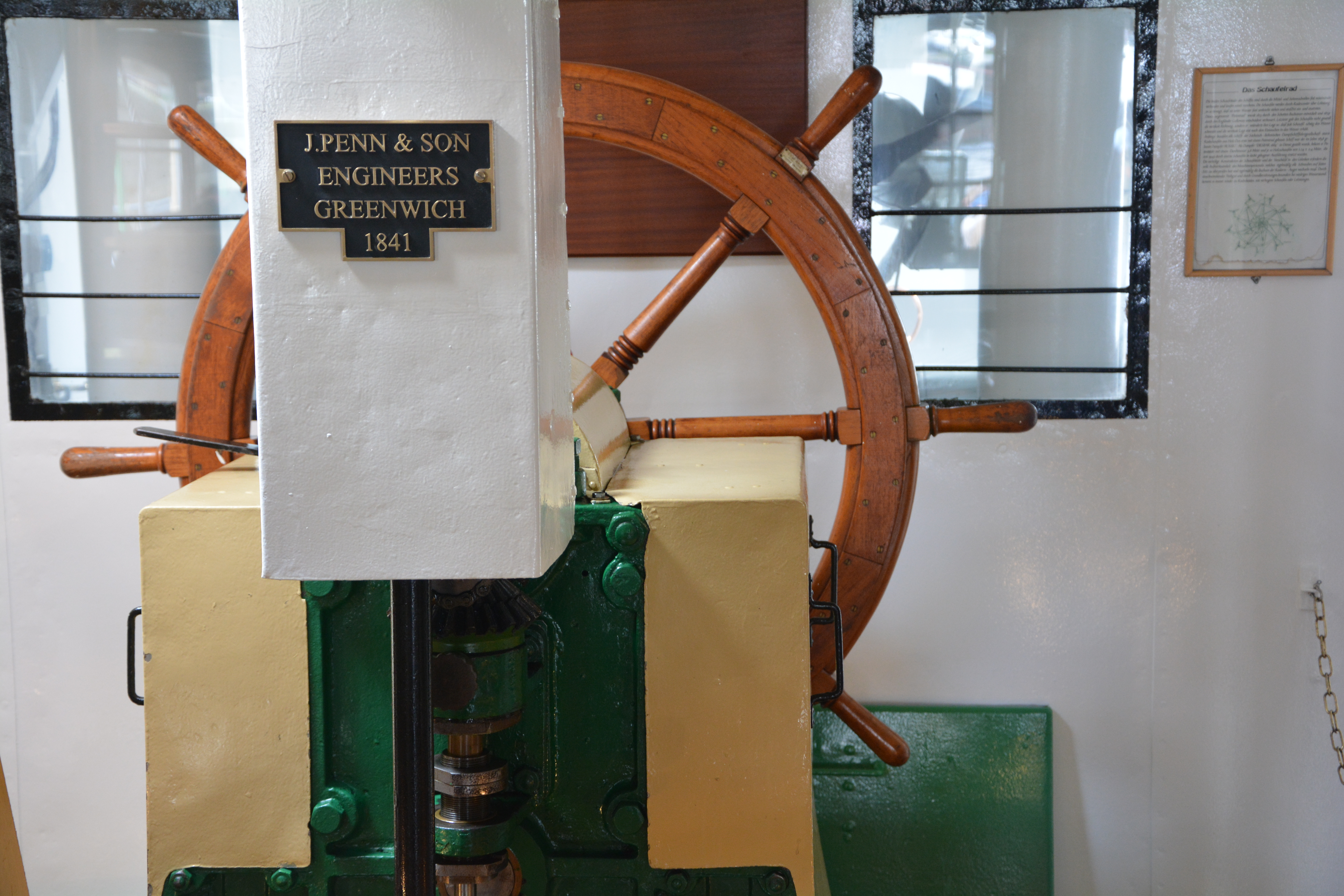
Die 1841 bei John Penn gebaute und als technisches Denkmal klassifizierte Dampfmaschine der Diesbar ist die weltweit älteste im Einsatz befindliche Schiffsdampfmaschine.

Der Ingenieur und Konstrukteur John Penn (1805–1878) betätigte sich im Dampfmaschinensegment als Erfinder. Eine seiner ersten Entwicklungen war eine 6 PS starke Balanciermaschine als Antrieb der weiteren Maschinen in seinem Werk. In dieser Zeit verschob sich der Fokus des Unternehmens auf Schiffsantriebe. Seine 40 PS starken Balanciermaschinen wurden in den Raddampfern Ipswitch und Suffolk eingebaut. Diese waren vermutlich zugleich die ersten von Penn selbst entwickelten und gebauten Schiffsdampfmaschinen. Er fokussierte sich dann auf die Verbesserung der von Aaron Manby 1821 patentierten Oszillationsdampfmaschinen, die bis dahin im Schiffbau kaum Verwendung fanden. Er ersetzte 1843 die einfachwirkenden Dampfmaschinen der von der Admiralität übernommenen und in HMS Black Eagle umbenannten Yacht mit Oszillationsmaschinen. Dabei verdoppelte er die Leistung ohne mehr Platz oder Gewicht zu benötigen. Dieser Erfolg brach die Dominanz der Schiffsbauzulieferer Boulton & Watt und Maudslay, Sons and Field. Seine dadurch gesteigerte Reputation wurde nochmals vergrößert durch die Verwendung liegender Dampfmaschinen als Propellerantrieb in Kriegsschiffen. HMS Encounter (1846) und HMS Arrogant (1848) waren die ersten mit solchen Dampfmaschinen ausgestatteten Schiffe; bis zu Penns Tod im Jahr 1878 waren es etwa 230 Schiffe. Anfangs wurden die Schiffe noch zum Einbau solcher Maschinen angepasst; die 1851 von der Royal Navy in Auftrag gegebene HMS Agamemnon war das erste mit Propellerantrieb gebaute Schiff.
Diese Fortschritte waren mit einem guten Ruf für Qualität und Zuverlässigkeit verbunden, was dazu führte, dass Penn der Hauptmaschinenlieferant der Royal Navy beim Übergang vom Segel- zum Dampfschiff wurde. Penn war auch verantwortlich für die Einführung von hölzernen Lagern für Propellerschächte, die für den weltweiten Einsatz von Dampfschiffen entscheidend wurden. Diese Entwicklung des Pockholz-Wellenlagers, die propellerbetriebenen Schiffen ozeanische Reisen ohne Verschleiß ihrer Stopfbuchsen ermöglichte, erfolgte in Zusammenarbeit mit Francis Pettit Smith. Bemerkenswert ist seine Arbeit über die Anwendung von überhitztem Dampf in Schiffsantrieben.
Die Royal Navy beauftragte Penn mit der Entwicklung eines Maschinenantriebs für im Krimkrieg einzusetzende Kanonenboote. Penn wählte sein Design einer liegenden Maschine. Die anschließend produzierten 90 Einheiten waren die ersten massenproduzierten Hochdruck- und Hochdrehzahl-Schiffsdampfmaschinen. Auf Betreiben der Admiralität nutzten sie auch die Whitworth-Messnormen; Penn war ein großer Freund von Joseph Whitworth und benutzte die von ihm entwickelten Präzisionsinstrumente und Werkzeuge.
Das Maschinenbauunternehmen John Penn war ein bedeutender Arbeitgeber in Greenwich mit in Spitzenzeiten 1800 Arbeitnehmern in den Werken in Greenwich und Deptford. Penn galt als Modell-Arbeitgeber und John Penn and Sons als das am besten ausgestattete Maschinenbauunternehmen im Schiffsbereich. Penn würdigte den Wert qualifizierter Mitarbeiter mit Renten und Weihnachtsgeschenken. Seine Werke boten auch die Ausbildung für eine ganze Generation von Marine-Ingenieuren.

### Vereinigung
In der dritten Generation wurde das Unternehmen 1899 mit der Thames Ironworks and Shipbuilding Company unter dem Namen Thames Iron Works, Shipbuilding and Engineering Company verschmolzen. Mangels Aufträgen musste die Werft 1912 Insolvenz anmelden und schließen.
An John Penn, den Sohn des gleichnamigen Unternehmensgründers, erinnert unter anderem die John Penn Street am ehemaligen Unternehmensstandort.